# 川辺謙一
川辺 謙一（かわべ けんいち、1970年6月18日 - ）は、日本の交通技術ライター。三重県出身、茨城県在住。

## 経歴
1970年6月18日、三重県に生まれる。東北大学工学部を卒業後、同大学院工学研究科 博士課程前期（修士）修了 。
大学院在学中から商業イラストの制作を開始し、大学院修了後は大手化学メーカーに入社して半導体材料等の研究開発業務に従事した。2004年に同社を退社してフリーランスとして独立。
独立後は交通技術分野の専門ライターとして活動し、鉄道・道路・自動車・都市計画等をテーマとした技術解説書や記事の執筆を手がけている。海外の交通関連会議や展示会にも足を伸ばして取材を行い、国際的な視点からの解説も行っている。

## 執筆活動
2007年の『超図説・鉄道車両を知りつくす』（学研パブリッシング）で単著デビューを果たして以来、交通技術分野を中心に多数の専門書を執筆している。
自著の図表やイラストについては、大学院時代から培った技術を活かして自ら制作することが多い。また、化学・材料分野の専門知識を持つため、交通技術と材料技術の両分野をつなぐコンサルティング業務も手がけている。

### 連載・コラム
複数の媒体で交通技術に関する連載を担当している。
- 現代ビジネス・講談社[5]
- 「鉄道の科学」（マネーポストWEB・小学館）[6]
- 「道路の科学」（KURU KURA・JAFメディアワークス）[7]
- 「鉄道最前線」（東洋経済オンライン）[3]
- プレジデントオンライン[8]

## 専門分野と評価
交通政策分野においても専門家として発言を行っており、鉄道の変動運賃制などについて全国紙でコメントを求められることがある。一般読者向けに複雑な交通技術を分かりやすく解説することを得意とし、理工学的背景を活かした技術的視点からの執筆活動で知られている。

## 主な著書
著書の一部は中国語（繁体字・簡体字）・韓国語で翻訳出版されている。
- 『超図説・鉄道車両を知りつくす』（学研パブリッシング、2007年）
- 『図解・新世代鉄道の技術』（講談社ブルーバックス、2009年）
- 『図解・首都高速の科学』（講談社ブルーバックス、2013年）[10]
- 『オリンピックと東京改造』（光文社新書、2018年）[11]
- 『図解まるわかり 電気自動車のしくみ』（翔泳社、2023年）
- 『最新図解 鉄道の科学』（講談社ブルーバックス、2024年）[12]

詳細な著書リストについては公式サイトを参照。